# Finn Nielsen (atlet)
 Der er flere personer med dette navn, se Finn Nielsen  (flertydig).
Finn Nielsen (født 1966) er en tidligere dansk atlet. Han var medlem af Haderslev IF, Aalborg AK og Viby IF.
Nielsen var med til at sætte dansk junior rekord 1984 på 4x200 meter.

## Danske mesterskaber
- Bronze 1989 Længdespring 7,14
- Guld 1988 Længdespring 7,22
- Guld 1988 Længdespring 7,20

## Danske rekorder
Junior -19 år
- 4x200 meter 1:32.3 25. oktober 1984 (Holdet: Henrik Kragh – Finn Nielsen – John Sytmen – Poul Gundersen)